# SMS D 9
SMS D 9 – niemiecki okręt z końca XIX wieku, oficjalnie klasyfikowany jako Divisionstorpedoboot (torpedowiec dywizjonowy), faktycznie odpowiadał kanonierce torpedowej.

## Historia
Do wsparcia działań torpedowców niemiecka cesarska marynarka (Kaiserliche Marine) zbudowała w latach 80. i 90. XIX wieku specjalną serię większych okrętów, oznaczonych od D 1 do D 9, klasyfikowanych jako Divisionsboote lub Divisionstorpedoboote (okręt dywizjonowy, torpedowiec dywizjonowy) i pełniących funkcję liderów dywizjonów torpedowców. Odpowiadały one wielkością i charakterystykami wyróżnianej w innych krajach klasie kanonierek torpedowych. Wszystkie zbudowała stocznia Schichaua z Elbląga, specjalizująca się w torpedowcach i małych okrętach. Podobnie jak współczesne im torpedowce, pierwsze osiem okrętów miało charakterystyczny zaokrąglony pokład dziobowy (tzw. „turtle back” – skorupa żółwia), i rozwijało prędkość od 20 do prawie 23 węzłów.
Ostatnim torpedowcem dywizjonowym zamówionym i zbudowanym w Niemczech był D 9, zbudowany po trzyletniej przerwie, również w stoczni Schichaua (numer budowy 543). Budowę rozpoczęto w 1894 roku i w tym roku go także wodowano (3 września) i ukończono (29 grudnia). Najistotniejszą zmianą był podniesiony pokład dziobowy, dający znacznie lepszą żeglowność i będący zapowiedzią późniejszych pierwszych niemieckich niszczycieli typu S 90. Jednostka ta osiągała także nieco większą prędkość 23,5 w. Koszt budowy wynosił 680 tysięcy marek. Po D 9 zamówiono jeszcze tylko jeden okręt klasy Divisionsboot, D 10, tym razem w stoczni brytyjskiej, który z konstrukcyjnego punktu widzenia stanowił już niszczyciel. Również niemieckie stocznie zaczęły następnie budować dla marynarki niemieckiej okręty odpowiadające prędkością niszczycielom, aczkolwiek klasyfikowane jako wielkie torpedowce, począwszy od typu S 90. D 9 nazywany był przez załogę Sturmvogel (ptak z rodziny burzykowatych).

## Opis
Uzbrojenie artyleryjskie stanowiły 3 armaty kalibru 5 cm o długości lufy 40 kalibrów (L/40), z 496 nabojami. Był to pierwszy niemiecki torpedowiec z armatami tego kalibru. Uzbrojenie torpedowe składało się z 3 wyrzutni torped kalibru 45 cm, z zapasem 3 torped, z czego dwa obrotowe aparaty torpedowe na pokładzie i jeden podwodny stały na dziobie.
Napęd okrętu stanowiła 3-cylindrowa pionowa maszyna parowa potrójnego rozprężania, napędzająca śrubę o średnicy 3,21 m, zasilana w parę przez 3 kotły typu lokomotywowego (ciśnienie 13 at). Po modernizacji w 1910 roku kotły zamieniono na 3 nieco wydajniejsze kotły typu Marine o takim samym ciśnieniu, w dwóch kotłowniach. Po przebudowie okręt otrzymał dwa kominy zamiast jednego. Zapas węgla wynosił 106 t, po modernizacji 119 t.

## Służba
D 9 początkowo był okrętem flagowym flotylli torpedowców. Podobnie jak inne okręty tej generacji, został bardzo szybko pozostawiony w tyle przez szybko rozwijającą się technikę. W 1907 roku został okrętem flagowym flotylli trałowców. W momencie wybuchu I wojny światowej w 1914 był relegowany już tylko do roli przybrzeżnego patrolowca (okrętu ochrony wybrzeża), następnie od 1916 roku był używany dla celów szkoły okrętów podwodnych. Od roku 1919 służył w składzie flotylli trałowców. Skreślony z listy floty 7 grudnia 1920 roku, po czym złomowany w roku 1921.